# Ометеотл
Ометеотл (нaвт. Ōmeteōtl, дословно Двојни бог), један од најважнијих богова у религији Астека, бог двојности и врховни бог. Остала велика божанства произилазила су од њега. Његов култ није дозвољавао слике.

## Митологија
Ометеучтли („два пута господар“) и Омечихуатл („двапут жена“) била су божанства која су живела на небу окружена свим задовољствима. Одатле су бдели над светом, Ометеуцтли је био задужен да даје мушкарцима њихове склоности, а Омечихуатл је владала склоностима жена. Причало се да је она, већ мајка много деце, родила кремени нож, који су њени огорчени синови бацили на земљу. Падајући, нож је родио шеснаест стотина полубогова. Они, не налазећи никога ко би им служио - земља је управо била опустошена од пошасти- затражили су од мајке дар стварања људи. Богиња је одговорила да би, да су њихове мисли биле вредне њиховог порекла, дошли да живе са њом. С обзиром на то да су више волели да живе на земљи, требало би да се обрате Миклантеуктлију, богу паклених области, да набаве људске кости, које треба да пошкропе својом крвљу, и из којих би се родили мушкарац и жена који би расли и множили се. Омечихуатл им је заповедила да не верују богу пакла, који би се, након што је попустио њиховом захтеву, могао покајати због своје попустљивости. Следећи савет своје мајке, један од полубогова, Ксолотл, спустио се у центар земље. Пошто је добио шта је желео, кренуо је да бежи. Сумњичав због овог бекства, Миклантеуктли га је прогонио; али не могавши да га стигне, вратио се у своје царство.
У свом брзом лету, Ксолотл је пао и сломио кост коју је носио у мноштво комада неједнаке величине. Сакупио је комаде и поново се придружио својој браћи; затим, пошто су драгоцени фрагменти стављени на дно вазе, сваки од полубогова их је пошкропио својом крвљу. Четвртог дана родио се дечак, а седмог дана девојчица, деца коју је Шолот хранио соком од чичка. Обичај, тако уобичајен међу народима Анахуака, да често пуштају крв из разних делова тела, произашао је из ове традиције. Разлика уочљива у висини људи је у умовима Астека објашњена неједнаком величином фрагмената сломљене кости.
Ометеучтли се такође звао Ситлатонак, а Омечихуатл - Ситлатикуе.